# Jennie Kwan
Jennie Kwan (* 9. September 1973 in Los Angeles, Kalifornien) ist eine US-amerikanische Schauspielerin, Synchronsprecherin und Sängerin.

## Leben
Kwan kam im Jahr 1973 in Los Angeles zur Welt. Sie absolvierte die Highschool im Jahr 1994. Im Alter von 11 Jahren begann sie mit der Schauspielerei. Durch ihre Rolle der Samantha Woo in der Serie California Dreams erlangte sie ihre größere Bekanntheit. Sie war außerdem Mai Ling in der Serie Die Nanny und in Alle unter einem Dach als Kimberley zu sehen. Im Jahr 2015 bekam sie die Rolle der Lu Chang im US-amerikanischen Film Promoted.
Weiterhin ist Kwan als Synchronsprecherin bekannt. Sie lieh Suki aus der Serie Avatar – Der Herr der Elemente, Miria Havent aus Durarara!! und Nori Sakurada aus Rozen Maiden ihre Stimme.

## Filmografie (Auswahl)
- 1993–1997: California Dreams (Fernsehserie)
- 1997: Die Nanny (Fernsehserie, 1 Folge)
- 1997: Alle unter einem Dach  (Fernsehserie, 1 Folge)
- 2015: Promoted

## Synchronisation
- 2005–2007: Avatar – Der Herr der Elemente
- 2005–2011: Eureka Seven
- 2011: Durarara!!